# Дедза
Дедза е една от 28-те области на Малави. Разположена е в централния регион на страната и граничи с Мозамбик. Столицата на областта е град Дедза.
Площта е 3754 км², а населението (по преброяване от септември 2018 г.) е 830 512 души.